# Valhalla Rising
Valhalla Rising es una película dramática y de aventura danesa en inglés del año 2009 dirigida por Nicolas Winding Refn, coescrita por Refn y Roy Jacobsen, y protagonizada por Mads Mikkelsen. El filme está ambientado alrededor del año 1096 d. C. y cuenta la historia de un guerrero nórdico conocido como One-Eye («tuerto») que, junto a un niño y un grupo de cruzados cristianos, emprende un viaje en bote en búsqueda de la Tierra Santa. Sin embargo, llegan a una tierra para ellos extraña (Norteamérica) donde son atacados por fuerzas ocultas y visiones oscuras.
Filmada enteramente en Escocia, el título de la cinta proviene de la combinación de Scorpio Rising y Lucifer Rising de Kenneth Anger. Mientras que la película consiguió críticas positivas, solamente logró recaudar una ínfima parte —cerca de 31 mil dólares— de los 5,7 millones de dólares que costó su producción.

## Argumento
Un misterioso thrall mudo con un solo ojo es prisionero de un jefe tribal noruego de Sutherland y es obligado a participar en peleas hasta la muerte en las Tierras Altas de Escocia. Durante el cautiverio, un niño se encarga de llevarle alimentos a su jaula. Un día, el hombre logra matar al jefe tribal y a sus hombres. Mientras abandona esas tierras, se da cuenta de que el niño lo está siguiendo. Juntos, se encuentran con un grupo de nórdicos cristianos que persiguen a los paganos de la Escocia escandinava. El líder del grupo le pregunta al niño sobre los orígenes del hombre y él, nombrándolo One-Eye («tuerto»), le dice que proviene del océano, posiblemente dando a entender que es originario de Vinland, sitio que el niño llama Hel. One-Eye y el niño se les unen en una Cruzada. Tras un peligroso viaje, a través de un mar cubierto de niebla y con limitados suministros de agua y alimentos, finalmente llegan a tierra firme.

## Reparto
- Mads Mikkelsen como Tuerto
- Maarten Stevenson como el chico
- Ewan Stewart como el general
- Gary Lewis como el sacerdote
- Alexander Morton como el jefe tribal
- Jamie Sives como el hijo
- Gordon Brown como vikingo
- Gary McCormack como vikingo perdido
- Charlie Allan como vikingo